# Georg Julius von Schlechtendahl
Johann Georg Julius von Schlechtendahl (* 14. Februar 1770 in Xanten; † 4. Juli 1833 in Münster) war ein deutscher Verwaltungsbeamter. 

## Leben
Georg Julius von Schlechtendahl wurde als Sohn des preußischen Kriegsrats und Landrichters in Xanten Franz Friedrich Schlechtendahl (ab 1786 von Schlechtendahl) und der Agnes Katharina geb. Schimmelketel geboren. Er studierte Rechtswissenschaften an der Universität Halle. 1791 wurde er Mitglied des Corps Guestphalia Halle. Das Referendariat absolvierte er bei der Kriegs- und Domänenkammer in Hamm. 1794 war er als Expedient bei der Deputation des Oberkriegskollegium der Rhein-Armee tätig. 1795 bestand er das Assessor-Examen.
Von Schlechtendahl wurde 1796 zum Kriegs- und Domänenrat bei der Märkischen Kriegs- und Domänenkammer in Hamm ernannt. 1802 wurde er Mitglied der Organisationskommission in Paderborn und 1804 Vizedirektor der Kammer in Münster. 1809 wurde er zum bergischen Staatsrat in Düsseldorf ernannt. 1812 kam er als Vizedirektor zur Behörde in Münster zurück. Von 1814 bis 1816 war er Präsident der Regierungskommission in Paderborn. 1816 wurde er zum Regierungsdirektor und Ende 1818 zum Regierungsvizepräsidenten des Regierungsbezirks Münster ernannt. Ende August 1826 wurde ihm vom Oberpräsidenten der Provinz Westfalen das Spezialpräsidium übertragen, womit er de facto die Amtsgeschäfte des Regierungspräsidenten des Regierungsbezirks Münster ausübte.
Von Schlechtendahl war seit 1802 mit Dorothea Hinke (1779–1866) verheiratet.

## Auszeichnungen
- Roter Adlerorden 3. Klasse